# Скумриеподобни
Скумриеподобните (Scombriformes) са разред животни от клас Актиноптери (Actinopteri).
Таксонът е описан за пръв път от Дейвид Стар Джордан през 1888 година.

## Семейства
Разред Scombriformes - Скумриеподобни
- Подразред Scombroidei - Скумриевидни
  - Gempylidae
  - Trichiuridae – Опашати риби
  - Scombridae – Скумриеви
- Подразред Stromateoidei
  - Amarsipidae
  - Ariommatidae
  - Centrolophidae
  - Nomeidae
  - Tetragonuridae
  - Stromateidae – Маслени риби